# Passaggio deviato

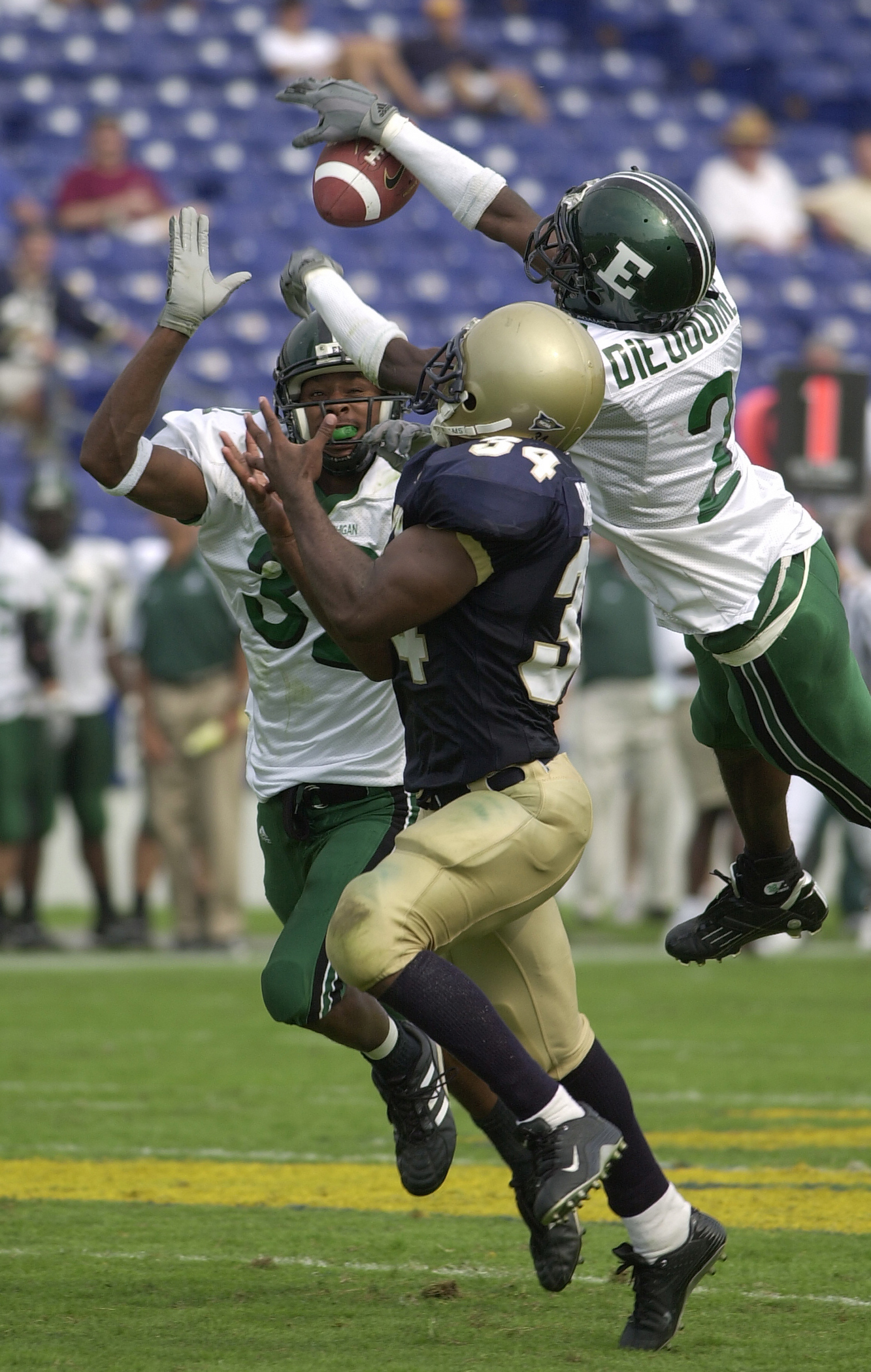
Yves Dieudonne di Eastern Michigan devia un passaggio durante una gara di college football del 2003

Nel football americano un   passaggio deviato (conosciuto in inglese come pass deflected, ma anche come pass deflection, pass defended, pass knockdown, o pass breakup), è un passaggio incompleto causato da un giocatore della difesa. Ciò avviene toccando o bloccando il pallone con una mano o parte del braccio, facendo cadere il pallone a terra. Può avvenire anche colpendo aggressivamente il ricevitore nell’esatto momento in cui avviene il primo contatto con il pallone, o poco dopo, facendogli sfuggire l’ovale.
Se invece il difensore colpisce il ricevitore prima che questi abbia contatto con il pallone, viene fischiata una penalità alla difesa per interferenza di passaggio.
La National Football League tiene ufficialmente traccia di questa statistica dalla stagione 1999. Da allora, il leader di tutti i tempi della lega per passaggi deviati in carriera è Champ Bailey con 203, seguito da Jonathan Joseph (200) e Ronde Barber (197). Il record in una singola stagione sono invece i 31 di Darrelle Revis nel 2009.